# Piotr Fronczewski
Piotr Fronczewski (ur. 8 czerwca 1946 w Łodzi) – polski aktor teatralny, filmowy i dubbingowy, piosenkarz, satyryk, reżyser teatralny oraz pedagog.
Uznawany za jednego z najwybitniejszych i najwszechstronniejszych aktorów w historii polskiej kinematografii. Przez Gustawa Holoubka, Tadeusza Łomnickiego i Zbigniewa Zapasiewicza został w 1990 uznany za jednego z trzech największych polskich aktorów dramatycznych po 1965 (obok Wojciecha Pszoniaka i Andrzeja Seweryna).
Absolwent, reżyser i profesor nauk teatralnych PWST w Warszawie.  Laureat ponad 20 nagród filmowych. W rankingu czytelników tygodnika „Polityka” zajął 15. miejsce na liście najwybitniejszych polskich aktorów.
Ma w swoim dorobku artystycznym blisko 120 ról filmowych w serialach telewizyjnych i filmach fabularnych. Grał rozmaite role filmowe, poczynając od roli ojca (Tygrysy Europy, Rodzina zastępcza), Fryderyka (Miłość ci wszystko wybaczy i Lata dwudzieste... lata trzydzieste...) czarodzieja (Akademia pana Kleksa (w starszej wersji), Podróże Pana Kleksa, Pan Kleks w kosmosie i Tryumf pana Kleksa), lekarza (Cesarskie cięcie, Dzień świra i Akademia Pana Kleksa (w nowszej wersji)), a kończąc na rolach gangsterskich (Zabij mnie glino i Ostatnia misja). Obdarzony charakterystycznym głosem występował w słuchowiskach radiowych (np. W Jezioranach, Rodzina Poszepszyńskich). Użyczał głosu bohaterom gier komputerowych (m.in. Wrota Baldura) oraz filmów animowanych (m.in. Diego z Epoki lodowcowej). Ma także na swoim koncie dużo ról pierwszo- i drugoplanowych w filmach Piotruś Pan, Lemony Snicket: Seria niefortunnych zdarzeń, Królewna Śnieżka i siedmiu krasnoludków, Opowieść wigilijna, Gnomeo i Julia, Auta 2 i Księga dżungli.

## Życiorys

### Młodość i początki kariery
Urodził się 8 czerwca 1946 w Łodzi. Jest synem Władysława Fronczewskiego (1900–1969) i Bogny z domu Duszyńskiej (1912–2016). Jego ojciec pochodził z rodziny żydowskiej, był synem Izraela i Natalii Finkelsztejnów, przed II wojną światową przyjął chrzest i zmienił nazwisko na Fronczewski, a po wojnie był organizatorem widowni w Teatrze Syrena. Gdy miał trzy lata, przeprowadził się z rodziną do Warszawy
Jako dziecko zafascynował się teatrem. W latach 50. występował w spektaklach Teatru Telewizji Żołnierz królowej Madagaskaru, Szymon Chrząszcz znieważa sakrament małżeństwa, One dwie i on jeden, Koniec świata o godzinie ósmej i Pół godziny na stacji, a także grał w spektaklach Teatru Syrena Pan Vincenzo jest moim ojcem u boku Adolfa Dymszy i Madame Sans-Gêne. Na wielkim ekranie debiutował jako 12-latek rolą Bogusia, syna listonosza w filmie Stanisława Różewicza Wolne miasto (1958). Na początku lat 60. występował w roli Bolka Jabłońskiego w słuchowisku W Jezioranach. Niedługo później, z powodu złych ocen w szkole, zaniechał działalności aktorskiej, by skupić się na nauce – uczęszczał do Liceum Ogólnokształcącego pw. św. Augustyna w Warszawie, a w dziewiątej klasie przeniósł się do XXXIV LO im. Karola Świerczewskiego. W 1964 rozpoczął naukę w Państwowej Wyższej Szkole Teatralnej w Warszawie, jego opiekunem był Marian Wyrzykowski.

### Kariera aktorska
W 1967 wystąpił – w zastępstwie za Piotra Grabowskiego – z kabaretem „Coś” na 2. 2. Festiwalu Artystycznym Młodzieży Akademickiej w Świnoujściu. Po ukończeniu studiów z wyróżnieniem w 1968 zaczął grać w Teatrze Narodowym w Warszawie, w którym występował w roli chłopca w Kramie z piosenkami. W następnym roku rozpoczął pracę w kierowanym przez Erwina Axera Teatrze Współczesnym, w którym zagrał m.in. Mortimera w Marii Stuart, strażnika w Potędze ciemnoty, Aleksa w Litości Boga, Arlekina w Królu Jeleniu i pacjenta w Samej słodyczy. Przez cztery lata był asystentem Tadeusza Łomnickiego na Wydziale Aktorskim PWST w Warszawie. W 1973 przeszedł do kierowanego przez Gustawa Holoubka Teatru Dramatycznego, w którym występował przez kolejne 10 lat – grał m.in. Henryka w Ślubie, księcia Filipa w Iwonie, księżniczce Burgunda, Błazna w Król Lear, Antenora w Odprawie posłów greckich, Chucka Morello w Przyjdzie na pewno, Makrota w Nocy listopadowej i Witusia w Skizie oraz tytułowych bohaterów w Bartleby, Hamlecie i Kaliguli, a za rolę hrabiego Szarmy w Operetce otrzymał w 1980 nagrodę na Festiwalu Polskich Sztuk Współczesnych we Wrocławiu. W tym czasie występował również w Teatrze Telewizji, gdzie zagrał m.in. Mackie Majchra w Operze za trzy grosze, Brindsleya w Czarnej komedii, Chlestakowa w Rewizorze i Płaszczu oraz Sułkowskiego w Znakach wolności. Występował także w kabaretach, m.in. w Kabarecie Pod Egidą (m.in. w skeczu „U fryzjera”) i Kabarecie Olgi Lipińskiej.

### Inwigilacja ze strony służb
W latach 70. wraz z Janem Pietrzakiem i Krystyną Jandą był inwigilowany przez SB w ramach akcji wymierzonej przeciwko twórcom Kabaretu Pod Egidą – oferowano wyjazdy zagraniczne w zamian za podpisanie tzw. lojalki, której jednak nigdy nie podpisał. Powodem zainteresowania służb specjalnych był również fakt, że Piotr Fronczewski w 1977 podpisał apel Komitetu Obrony Robotników w obronie robotników Radomia i Ursusa uczestniczących w protestach czerwcowych. 26 stycznia 1977 Służba Bezpieczeństwa rozpoczęła rozpracowanie Fronczewskiego w ramach Sprawy Operacyjnego Rozpracowania o kryptonimie „As”. Do jego inwigilacji wykorzystano licznych tajnych współpracowników, podsłuch telefoniczny i kontrolę korespondencji. Po wprowadzeniu stanu wojennego wraz z innymi artystami przyłączył się do bojkotu państwowych mediów, co też odnotowano w zebranej dokumentacji. SB próbowała pozyskać go do współpracy w charakterze tajnego współpracownika stosując wobec niego szantaż przy wykorzystaniu faktu prowadzenia samochodu pod wpływem alkoholu. Fronczewski nie zgodził się na współpracę, a ponadto treść prowadzonych z nim rozmów ujawnił znajomym. Służba Bezpieczeństwa podjęła bezskuteczne próby skompromitowania aktora w środowisku artystycznym, ostatecznie zakończyła prowadzenie sprawy 26 listopada 1986 i zebrane materiały zostały złożone do archiwum MSW. Obecnie znajdują się w Archiwum Instytutu Pamięci Narodowej pod sygnaturą AIPN 01322/775.
Kontynuował także karierę ekranową, zagrał m.in. Horna w filmie Andrzeja Wajdy Ziemia obiecana (1975), Jana Siemińskiego w filmie Krzysztofa Zanussiego Bilans kwartalny (1975), Krzysztofa Kucharskiego w filmie Janusza Zaorskiego Pokój z widokiem na morze (1977), Witka w Sam na sam (1977) Andrzeja Kostenki, Freda Kampinosa w filmie Janusza Rzeszewskiego Hallo Szpicbródka (1978) i Witka Markowskiego w filmie King-Fu (1979). W 1979 otrzymał nagrodę indywidualną Przewodniczącego Radiokomitetu za wybitne osiągnięcia aktorskie. W latach 80. zagrał kolejne role w Teatrze Telewizji, m.in. Eda Harrisa w Wielkim człowieku, Piotra w Wizycie, Cara w Kordianie, Pedro de Miury w Świętym eksperymencie, Chandlera w Mówi Chandler, Sewera w Mgiełce, Łazarza Carnot w Grze miłości i śmierci, Jana w Hipnozie, Zdzisławka w Remoncie oraz podwójną rolę w Duodramie. W 1980 otrzymał zespołową nagrodę honorową dziennikarzy na 4. Festiwalu Polskiej Twórczości Telewizyjnej. W 1982 otrzymał nagrodę indywidualną Przewodniczącego Radiokomitetu za wybitne osiągnięcia aktorskie w serialach telewizyjnych, a dwa lata później również za kreacje aktorskie w programach radiowych i telewizyjnych. W 1983 wystąpił w tytułowej roli w filmie Akademia Pana Kleksa.

### Kariera muzyczna
W 1983 wykreował postać muzyczną o pseudonimie Franek Kimono, która miała być parodią muzyki disco. Pod tym pseudonimem wydał cztery żartobliwe albumy: Franek Kimono, Franek Kimono i goła prywatka, Drugie wejście smoka i Toczy się życie (powrót mistrza) oraz wylansował m.in. przeboje „King Bruce Lee karate mistrz” lub „Pola Monola + Coca Cola”. Jest także wykonawcą piosenki aktorskiej, prezentuje przedwojenne szlagiery oraz piosenki do tekstów Konstantego Ildefonsa Gałczyńskiego i Macieja Zembatego.
W latach 1984–1987 występował w Teatrze Studio, w którym zagrał Mackie Majchra w Operze za trzy grosze. W 1985 otrzymał Złotą Kaczkę za wygraną w plebiscycie czasopisma „Film”. W 1987 powrócił do Teatru Dramatycznego. Za rolę Anatola w Portrecie otrzymał w 1987 nagrodę na Festiwalu Polskich Sztuk Współczesnych we Wrocławiu. Zagrał także kolejne role ekranowe, m.in. Stańczyka w serialu historycznym Królowa Bona (1980), Jana Milewskiego w filmie Wiesława Saniewskiego Dotknięci (1988), Jana Sobolewskiego w filmie Tadeusza Konwickiego Lawa (1989).
Na początku lat 90. zagrał Sekretarza Partii w Ucieczce z kina Wolność (1990) Wojciecha Marczewskiego oraz Lazarosa w Dwóch słońcach na niebie (1990). W 1991 został aktorem Teatru Ateneum, w którym zagrał m.in. Wojewodę w Mazepie i Pchełkę w Antygonie w Nowym Jorku. W 1992 brał udział w castingu do głównej roli w filmie Lista Schindlera; jak wspominał, doszło nawet do krótkiej rozmowy ze Stevenem Spielbergiem w czasie wizyty amerykańskiego reżysera w Krakowie, jednak ostatecznie w postać wcielił się Liam Neeson a Fronczewski odmówił zagrania epizodycznej roli w filmie. Zagrał też kolejne role w Teatr Telewizji, m.in. generała Andersa w A i B, Chłopickiego w Warszawiance, Barona w Na dnie i Benny’ego Cyrana w Strzałach u Cyrana. W 1995 ukazała się nakładem Wydawnictwa Baran i Suszczyński książka Piotr Fronczewski opisany pod redakcją Dariusza Domańskiego.

### Kariera głosowa
Współprowadził z Piotrem Metzem program Koniec Wieku w RMF FM, poza tym na antenie rozgłośni czytał Harry’ego Pottera, a w Programie Trzecim Polskiego Radia – książki Z głowy i Good Night Dżerzi Janusza Głowackiego. W wakacje 2004 w audycji Sekret na lato w RMF FM emitowano fragmenty książki Kod Leonarda da Vinci Dana Browna, czytanej przez Fronczewskiego. W 2007 nagrał utwór „W aucie”, wydany na albumie zespołu TPWC pt. Teraz pieniądz w cenie. W 2023 roku Piotr Fronczewski został lektorem internetowego Radia Yanosik skierowanego do kierowców.
W 2016 premierę miało słuchowisko „Biblia Audio Superprodukcja”, które współtworzył jako narrator w Ewangelii według św. Marka.
W kwietniu 2025 roku Piotr Fronczewski udzielił oficjalnej licencji na cyfrową wersję swojego głosu do aplikacji ElevenReader, stworzonej przez firmę ElevenLabs.

## Życie prywatne
Od 1974 żonaty z Ewą, mają dwie córki: Katarzynę (ur. 1975) i Magdalenę (ur. 1978) i wnuczkę Hannę (córka Katarzyny, ur. 2007). 2 listopada 2015 nakładem wydawnictwa Znak ukazała się książka Ja, Fronczewski – obszerny wywiad-rzeka przeprowadzony z aktorem przez Marcina Mastalerza, poruszający najważniejsze wątki biografii osobistej i zawodowej Fronczewskiego, w tym kwestię romansu aktora z Joanną Pacułą, poznaną przez niego na planie serialu 07 zgłoś się.
Choruje na napadowe migotanie przedsionków i arytmię. Przeszedł zawał mięśnia sercowego.

## Filmografia

### Filmy
- 1958: Wolne miasto – Boguś
- 1967: Raz, dwa, trzy jako on sam
- 1967: Westerplatte – strzelec Mieczysław Krzak
- 1968: Wniebowstąpienie – znajomy Raisy w konserwatorium
- 1969: Jak rozpętałem II wojnę światową – włoski żołnierz poddający się Frankowi Dolasowi (cz. 2)
- 1969: Jarzębina czerwona – narrator
- 1970: Dzięcioł – nauczyciel w technikum wieczorowym
- 1970: Książę sezonu – listonosz Wicek
- 1970: Zapalniczka – Jacek Leman
- 1971: Trochę nadziei – żołnierz na przepustce
- 1971: Zabijcie czarną owcę – Tymon (głos)
- 1971: Agent nr 1 –
  - więzień Bieliński,
  - agent Charlie (głos)
- 1971: Bolesław Śmiały – brat Adalbertus
- 1972: Poślizg – pomocnik właściciela warsztatu samochodowego
- 1972: Ocalenie – lekarz
- 1972: Atlantyda – recytacja (głos)
- 1972: Trzeba zabić tę miłość – Andrzej (głos)
- 1973: Żółw – porucznik MO
- 1973: Na niebie i na ziemi – major Zygmunt Grela
- 1973: Sekret – Piotr
- 1974: Bilans kwartalny – Janek
- 1974: Godzina za godziną – porucznik MO
- 1974: Ziemia obiecana – von Horn
- 1975: Partita na instrument drewniany – porucznik Anton
- 1975: Doktor Judym – Wiktor Judym, brat Tomasza
- 1975: Noce i dnie – Kazimierz Sielski (głos)
- 1976: Skazany – prezes klubu (głos)
- 1976: Trędowata – hrabia Trestka
- 1977: Sam na sam – Witek Wyszomirski
- 1977: Pokój z widokiem na morze – doktor Krzysztof Kucharski
- 1978: Hallo Szpicbródka, czyli ostatni występ króla kasiarzy – Fred Kampinos / Szpicbródka
- 1978: Bestia – Rzepecki
- 1978: Umarli rzucają cień – hauptsturmführer Hafer
- 1978: Zaległy urlop – nowy dyrektor
- 1979: Sekret Enigmy – Jerzy Różycki
- 1979: Terrarium – Piotruś
- 1979: Kung–Fu – Witek Markowski
- 1979: Hotel klasy lux –
  - przesłuchujący Komorowskiego,
  - pijak (głos)
- 1980: Ćma – lekarz psychiatra
- 1980: Głosy – Andrzej Domański
- 1981: Przypadki Piotra S. – kierownik Domu Dziecka
- 1981: Miłość ci wszystko wybaczy – Fryderyk Jarosy
- 1981: Znachor - Dobraniecki, asystent prof. Wilczura
- 1983: Lata dwudzieste... lata trzydzieste... – Fryderyk
- 1983: Synteza – Marek Torlewski
- 1983: Szkatułka z Hongkongu – dziennikarz Joachim Renz
- 1983: Wedle wyroków twoich... – niemiecki urzędnik w klasztorze
- 1983: Akademia pana Kleksa –
  - Ambroży Kleks,
  - Jan Brzechwa
- 1983: Przygody Błękitnego Rycerzyka – Giermek (głos)
- 1984: Szaleństwa panny Ewy – dr Hieronim Tyszowski
- 1984: Baryton – Artur Netz
- 1984: To tylko rock – kompozytor Lenczewski
- 1985: Podróże Pana Kleksa – Ambroży Kleks
- 1986: Maskarada – minister
- 1986: Bolek i Lolek na Dzikim Zachodzie – Jimmy Pif-Paf (głos)
- 1987: Zabij mnie glino – ekspert milicyjny Zientara
- 1987: Zamknąć za sobą drzwi – porucznik Paweł (Paul) Kopiński
- 1987: Cesarskie cięcie – doktor Erdman
- 1988: Dotknięci – Jan Milewski
- 1988: Pan Kleks w kosmosie – Ambroży Kleks
- 1989: Konsul – Czesław Wiśniak / Jacek Ben Silberstein
- 1989: Lawa – Jan Sobolewski
- 1990: Ucieczka z kina „Wolność” – sekretarz KW PZPR
- 1991: Szwedzi w Warszawie – gubernator
- 1993: Goodbye Rockefeller – Jacek Namolny
- 1993: Obcy musi fruwać – Max
- 1995: Dzieje mistrza Twardowskiego – narrator (głos)
- 1995: Awantura o Basię – Stanisław Olszowski
- 1997: Cudze szczęście – Jerzy
- 1997: Łóżko Wierszynina – Wierszynin
- 1997: Musisz żyć – Adam Hyńczak
- 1997: Pułapka – Edward Wilk (głos)
- 1998: Billboard – „Kaleka”
- 1999: O dwóch takich, co nic nie ukradli – ojciec barmanki
- 1999: Ostatnia misja – Józef Muran
- 2000: Weiser – Piotr Korolewski
- 2000: Musisz żyć – Adam Hyńczak
- 2001: Tryumf pana Kleksa – Ambroży Kleks (głos)
- 2002: Dzień świra – lekarz w telewizji
- 2002: Chopin. Pragnienie miłości – Nikołaj Nowosilcow
- 2002: Superprodukcja – prezes Jędrzej Koniecpolski
- 2002: Miss mokrego podkoszulka – Władysław
- 2007: Rozmowy z katem – Jürgen Stroop
- 2009: Ostatnia akcja – mecenas Szaro
- 2008: Po-lin. Okruchy pamięci – lektor (głos)
- 2008: Niezawodny system – ojciec Marii
- 2009: Gwiazda Kopernika – Wojciech z Brudzewa (głos)
- 2010: Czarny czwartek – Zenon Kliszko
- 2013: Sęp – Krasucki
- 2014: Karol, który został świętym – dziadek Kacpra
- 2015: Król życia – lektor telewizyjny (głos)
- 2016: Wesele w kurnej chacie – Poeta
- 2016: Po prostu przyjaźń – profesor
- 2019: Ciemno, prawie noc – Marian Waszkiewicz
- 2021: Klecha – „Mistrzo”
- 2024: Akademia Pana Kleksa – doktor Paj-Chi-Wo

### Seriale
- 1970: Przygody psa Cywila –
  - oficer jedzący obiad z Zubkiem (odc. 1),
  - major Bielski (głos, odc. 5),
  - porucznik (głos, odc. 6),
  - komendant MO (odc. 7)
- 1970: Kolumbowie – podchorąży Kmita (głos, odc. 5)
- 1973: Czarne chmury – narrator (głos)
- 1974: S.O.S. – major Szeliga (odc.5–7)
- 1975: Czterdziestolatek – bywalec z kawiarni (odc. 8)
- 1976: Znaki szczególne – prokurator (odc. 1)
- 1976–1978: Parada oszustów –
  - narrator
  - sekretarz Suliechina (odc. 1),
  - Schutzbach (odc. 2),
  - pracownik autosalonu „Gaborsky” (odc. 2),
  - komisarz Schultz (odc. 2),
  - kioskarz (odc. 3),
  - aspirant policji (odc. 3),
  - chirurg (odc. 4),
  - hotelowy roznosiciel gazet (odc. 4),
  - urzędnik dokonujący odprawy paszportowej na lotnisku (odc. 4),
  - celnik Ben (odc. 4),
  - krupier (odc. 4)
- 1976–1977: Polskie drogi – nauczyciel Stanisław Mrowiński (odc. 1, 5–9)
- 1977: Lalka – Henryk Szlangbaum (odc. 3–4, 7, 9)
- 1979: Tajemnica Enigmy – Jerzy Różycki (odc. 1–5)
- 1980: Królowa Bona – Stańczyk (odc. 1–11)
- 1981, 1984, 1987: 07 zgłoś się –
  - mężczyzna przy stoliku w „Klubie Aktora” (odc. 15),
  - Robert Walasek, kierownik ośrodka (odc. 14)
  - porucznik Paweł (Paul) Kopiński (odc. 19)
- 1983: Szaleństwa panny Ewy – doktor Hieronim Tyszowski
- 1983–1989: W krainie czarnoksiężnika Oza – Strach na Wróble (głos, odc. 1–7)
- 1984: 5 dni z życia emeryta – Marek, mąż Krystyny (odc. 2–4)
- 1992: Żegnaj, Rockefeller – Jacek Namolny
- 1992: Aby do świtu... – Władysław II Jagiełło
- 1994–1999: Tata, a Marcin powiedział – ojciec
- 1995: Ekstradycja – wiceprezes Geobanku (odc. 1–3, 6–9)
- 1996: Awantura o Basię – Stanisław Olszowski (odc. 1–12)
- 1997–1998: Ulica Sezamkowa – interpretator wierszy
- 1998: 13 posterunek – właściciel piwnicy (odc. 12)
- 1999: Tygrysy Europy – Henryk Laskowski
- 1999: Lot 001 – kapitan
- 1999: Policjanci – generał policji (odc. 4, 6, 9)
- 1999–2009: Rodzina zastępcza – Jacek Kwiatkowski
- 2000: Sukces – prokurator Stefan Krzywań
- 1997–2000: Dom – fotografik Adam Rygier (odc. 17–25)
- 2001: Garderoba damska – dyrektor teatru (odc. 1, 10)
- 2003: Na Wspólnej – Wiktor Brzozowski (głos, odc. 1–2)
- 2003: Psie serce – Janusz (odc. 19)
- 2005: Defekt – inspektor Witold Kosmala
- 2005: Pensjonat pod Różą – Witold Szymański (odc. 38–39)
- 2005–2007: Magda M. – Jerzy Miłowicz, ojciec Magdy
- 2008: Daleko od noszy – komentator sportowy Zdzisław Półpielec (odc. 160)
- 2008: Podróże na burzowej chmurze – Duende (głos, odc. 8)
- 2010: Hotel 52 – Frederik Giro (odc. 5)
- 2010: Duch w dom – duch teścia Jerzego
- 2011: Siła wyższa – ojciec Jan
- 2013: Na krawędzi – prezes Mirosław Leszczyński (odc. 8–13)
- 2012–2013: Piąty Stadion – śp. wuj Borysa (odc. 16)
- 2014: Sama słodycz – Charles (głos)
- 2017–2020: W rytmie serca – Michał Zych
- 2018–2024: Rojst – Kociołek, kierownik hotelu

### Role dubbingowane

#### Filmy
- 1960: Piątka z wyspy skarbów – Ryś
- 1961: Latawiec z końca świata – Bébert
- 1963: Spieniony nurt – Leszek
- 1968: Kochałem Cię – Żora
- 1970: Ósmy – Włądo
- 1971: Czerwony namiot – Zapi
- 1971: Dzielny szeryf Lucky Luke (pierwsza wersja dubbingowa)
- 1971: Oskarżeni o zabójstwo – Szkut
- 1972: Upadek czarnego konsula – naczelnik policji emiratu
- 1973: Detektyw – Milo Tindle
- 1975: Dzielny szeryf Lucky Luke
- 1981: Przygody barona Münchhausena – baron Münchhausen
- 1997: Rover Dangerfield – Rover Dangerfield
- 1997: George prosto z drzewa – narrator
- 2000: Mickey: Bajkowe święta – narrator
- 2002: Epoka lodowcowa – Diego
- 2003: Piotruś Pan –
  - pan Darling,
  - kapitan Hak
- 2004: Iniemamocni – Pan Iniemamocny / Bob Parr
- 2005: Lemony Snicket: Seria niefortunnych zdarzeń – krytyk
- 2005: Szeregowiec Dolot – komandor Śmigły
- 2006: Piotruś Pan on Ice – kapitan Hak
- 2006: Epoka lodowcowa 2: Odwilż – Diego
- 2007: Sposób na rekina – Nerissan
- 2007: Pana Magorium cudowne emporium – Edward Magorium
- 2009: Rocky i Łoś Superktoś – narrator
- 2009: Epoka lodowcowa 3: Era dinozaurów – Diego
- 2009: Prawdziwa historia Kota w Butach – Ogr
- 2009: Królewna Śnieżka i siedmiu krasnoludków (druga wersja dubbingowa) – Mędrek
- 2009: Opowieść wigilijna – Ebenezer Scrooge
- 2009: Renifer Niko ratuje święta (pierwsza wersja dubbingowa) – Wódz
- 2010: Gwiazdy w czerni – Sfera
- 2011: Gnomeo i Julia – Lord Redbrick
- 2011: Auta 2 – Sean McMission
- 2011: Mniam! – rekin Szczena
- 2011: Epoka lodowcowa: Mamucia gwiazdka – Diego
- 2012: Epoka lodowcowa 4: Wędrówka kontynentów – Diego
- 2014: Skubani – Olo
- 2014: X-Men: Przeszłość, która nadejdzie – profesor Charles Xavier
- 2015: Asteriks i Obeliks: Osiedle bogów – Juliusz Cezar
- 2015: Sawa. Mały wielki bohater – narrator
- 2016: Kosmiczna wiewiórstrofa – Diego
- 2016: Epoka lodowcowa: Wielkanocne niespodzianki – Diego
- 2016: Epoka lodowcowa 5: Mocne uderzenie – Diego
- 2016: Księga dżungli – król Louie
- 2017: Ostatni smok świata – Smok
- 2017: Co wiecie o swoich dziadkach? – Liam Neeson
- 2017: Magiczna zima Muminków – narrator
- 2018: Iniemamocni 2 – Pan Iniemamocny / Bob Parr

#### Seriale
- 1973: Wielka miłość Balzaka – Honoré de Balzac
- 1986: Piotr Wielki – Piotr I
- 1986–1987: Historie biblijne – Jozue (odc. 5)
- 1991: Sandokan – narrator
- 2018–2019: Wiking Tappi – Tappi
- 2021: Pełzaki (druga wersja dubbingowa) – Louis Pickles

#### Gry komputerowe
- 1999: Marzenia złotej rybki –
  - narrator,
  - ryba Czaruś,
  - różne role
- 1999: Baldur’s Gate – narrator
- 1999: Case Closed: Sprawa zamknięta – narrator
- 2000: Hopkins FBI –
  - narrator,
  - szef FBI
- 2000: Aztec: Klątwa w sercu Złotego Miasta –
  - narrator,
  - pan „Kobieta Wąż”
- 2000: Baldur’s Gate II: Cienie Amn – narrator
- 2001: Adaś i pirat Barnaba – pyton
- 2001: Baldur’s Gate II: Tron Bhaala – narrator
- 2003: Gorky Zero: Fabryka niewolników – generał McCormick
- 2004: Świątynia pierwotnego zła – narrator
- 2005: The Bard’s Tale – narrator
- 2006: Neverwinter Nights 2 – Casavir
- 2009: Epoka lodowcowa 3: Era dinozaurów – Diego
- 2009: Dragon Age: Początek – Sten
- 2010: ModNation Racers – Biff Tradwell
- 2011: LittleBigPlanet 2 – Larry da Vinci
- 2011: Twierdza 3 – narrator
- 2011: 1812: Serce Zimy – narrator
- 2011: The Elder Scrolls V: Skyrim – Paarthurnax
- 2012: Diablo III – Duch Krowiego Króla
- 2012: Sorcery: Świat magii – Dash
- 2012: Wonderbook: Księga Czarów – narrator
- 2014: Diablo III: Reaper of Souls – Duch Krowiego Króla
- 2015: Earthcore: Shattered Elements – narrator
- 2015: Disney Infinity 3.0
- 2017: Torment: Tides of Numenera – narrator
- 2023: Diablo 4 – narrator

### Oprawa muzyczna
Jako aktor śpiewający był wykonawcą wielu utworów w filmach i serialach.

- 1977: Sam na sam – Ballada
- 1978: Hallo Spicbródka, czyli ostatni występ króla kasiarzy – Ja nie chcę nic
- 1981: Miłość ci wszystko wybaczy – Miłość ci wszystko wybaczy
- 1983: Wakacje z Madonną – Dysk dżokej
- 1983: Akademia Pana Kleksa
  - Zoo
  - Leń
  - Na wyspach Bergamutach
- 1983: Piętno – Ja jestem King Bruce Lee Karate Mistrz
- 1984: Przybłęda – Pies i jego człowiek
- 1985: Podróże Pana Kleksa – Z poradnika młodego zielarza
- 1986: Tulipan
  - Crazy Zdzich
  - Toczy się życie
  - Asior Basior – Super As
  - Na progu raju
  - Nocy bure cienie
- 1988: Pan Kleks w kosmosie
  - W labiryncie
  - Jest tylko ekran
- 1992: Żegnaj, Rockefeller – Wspomnienie
- 1992: Aby do świtu... – Aby do świtu
- 1993: Goodbye Rockefeller – Wspomnienie
- 2001: Tryumf Pana Kleksa
  - Lot balonem
  - W instytucie spraw zmyślonych
  - Ministerstwo pogody
- 2001: Garderoba damska – Komedia omyłek
- 2013: Jaskółka – King Bruce Lee Karate Mistrz
- 2016: Wesele w kurnej chacie – Starzejemy się
- 2018: Rojst – Dysk dżokej
- 2018: Generał – Gimnastyka

## Teatr

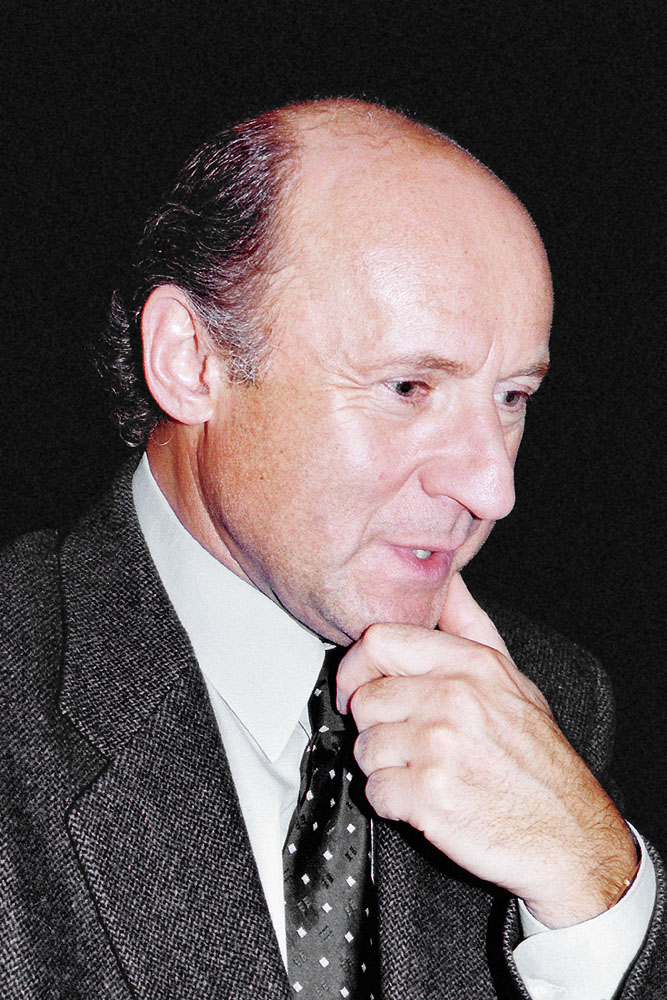
Piotr Fronczewski (2003)

| Rok  | Tytuł                                                   | Uwagi | Źródło |
| ---- | ------------------------------------------------------- | --- | ------ |
| 1967 | Trzy siostry – Antoni Czechow                           | jako Czebutykin Iwan Romanowicz; reżyseria: Wyrzykowski Marian; PWST w Warszawie                                          | [ 65 ] |
| 1968 | Kram z piosenkami – Schiller Leon                       | jako chłopiec; reżyseria: Fijewska Barbara, Teatr Narodowy w Warszawie                                                    | [ 65 ] |
| 1969 | Po górach, po chmurach – Bryll Ernest                   | jako żołnierz; reżyseria: Axer Erwin, Teatr Współczesny w Warszawie                                                       | [ 65 ] |
| 1969 | Ryszard III – William Shakespeare                       | jako sir James Blount; reżyseria: Maciejowski Jan; Teatr Narodowy w Warszawie                                             | [ 65 ] |
| 1969 | Nieboska komedia – Zygmunt Krasiński                    | jako duch/rzemieślnik; reżyseria: Hanuszkiewicz Adam, Teatr Narodowy w Warszawie                                          | [ 65 ] |
| 1969 | Maria Stuart – Fryderyk Schiller                        | jako Mortimer; reżyseria: Axer Erwin; Teatr Współczesny w Warszawie                                                       | [ 65 ] |
| 1970 | Człowiek z kwiatem w ustach – Pirandello Luigi          | jako konferansjer; reżyseria: Kajzar Helmut; Teatr Współczesny w Warszawie                                                | [ 65 ] |
| 1970 | Kretyn – Pirandello Luigi                               | jako redaktor; reżyseria: Kajzar Helmut; Teatr Współczesny w Warszawie                                                    | [ 65 ] |
| 1970 | Akwarium 2 – Jerzy Gruza, Krzysztof Teodor Toeplitz     | jako Winston Ryba; reżyseria: Łomnicki Tadeusz; Teatr Współczesny w Warszawie                                             | [ 65 ] |
| 1971 | Potęga ciemności – Tołstoj Lew                          | jako strażnik; reżyseria: Axer Erwinw; Teatr Współczesny w Warszawie                                                      | [ 65 ] |
| 1972 | Litość Boga – Cau Jean                                  | jako Aleks; reżyseria: Englert Maciej; Teatr Współczesny w Warszawie                                                      | [ 65 ] |
| 1972 | Macbett – Eugène Ionescoforma                           | jako żołnierz, drzewo, chory, mężczyzna z ludu; reżyseria: Axer Erwin; Teatr Współczesny w Warszawie                      | [ 65 ] |
| 1972 | Król Jeleń – Gozzi Carloforma                           | jako Truffaldino; reżyseria: Pampiglione Giovanni; Teatr Współczesny w Warszawie                                          | [ 65 ] |
| 1972 | Człowiek znikąd – Ignatij Dworiecki                     | jako Ryżuchin; reżyseria: René Ludwik; Teatr Dramatyczny w Warszawie                                                      | [ 65 ] |
| 1973 | Sama słodycz – Ireneusz Iredyński                       | jako pacjent; reżyseria: Hübner Zygmunt; Teatr Współczesny w Warszawie                                                    | [ 65 ] |
| 1973 | Bartleby – Zawieyski Jerzy                              | jako Bartleby; reżyseria: Skaruch Witold; Teatr Dramatyczny w Warszawie                                                   | [ 65 ] |
| 2001 | Skąpiec – Molière                                       | jako Harpagon; reżyseria: Zaleski Krzysztof; Teatr Ateneum im. Stefana Jaracza w Warszawie                                | [ 65 ] |
| 2003 | Młynarski, czyli trzy elementy – Wojciech Młynarski     | jako pacjent Mateusz Franciszek Weltszmerc-Markotny; reżyseria: Umer Magda; Teatr Ateneum im. Stefana Jaracza w Warszawie | [ 65 ] |
| 2003 | Frederick, czyli bulwar zbrodni – Eric-Emmanuel Schmitt | jako Frederick Lemaitre; reżyseria: Adamczyk Wojciech; Teatr Ateneum im. Stefana Jaracza w Warszawie                      | [ 65 ] |
| 2004 | Król Edyp – Sofokles                                    | jako król Edyp; reżyseria: Holoubek Gustaw; Teatr Ateneum im. Stefana Jaracza w Warszawie                                 | [ 65 ] |
| 2006 | Zbrodnia i kara – Fiodor Dostojewski                    | jako Porfiry; reżyseria: Sass Barbara; Teatr Ateneum im. Stefana Jaracza w Warszawie                                      | [ 65 ] |
| 2008 | Stacyjka Zdrój – Jeremi Przybora, Jerzy Wasowski        | jako Prezes Omega; reżyseria: Opatowicz Adam, Poniedzielski Andrzej; Teatr Ateneum im. Stefana Jaracza w Warszawie        | [ 65 ] |
| 2008 | Odejścia – Václav Havel                                 | jako dr Vilem Rieger; reżyseria: Cywińska Izabella; Teatr Ateneum im. Stefana Jaracza w Warszawie                         | [ 65 ] |
| 2010 | Skarpetki, opus 124 – Daniel Colas                      | jako Verdier; reżyseria: Englert Maciej, Teatr Współczesny w Warszawie                                                    | [ 65 ] |
| 2011 | Edukacja Rity – Willy Russell                           | jako dr Frank Bryant; reżyseria: Wojtyszko Maciej; Teatr 6. Piętro w Warszawie                                            | [ 65 ] |
| 2013 | Ja, Feuerbach – Tankred Dorst                           | Teatr Ateneum im. Stefana Jaracza w Warszawie; reżyseria: Fronczewski Piotr                                               | [ 65 ] |

## Książki mówione

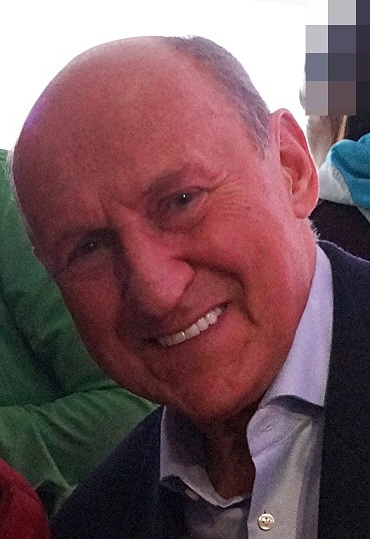
Piotr Fronczewski w 2020 roku

| Rok  | Tytuł                                                                      | Uwagi                                                          |
| ---- | -------------------------------------------------------------------------- | -------------------------------------------------------------- |
| 2006 | Harry Potter i Książę Półkrwi – J.K. Rowling                               | Wyd. Media Rodzina, ISBN 978-83-7278-172-7                     |
| 2007 | Ferdydurke – Witold Gombrowicz                                             | Wyd. Agora, ISBN 978-83-60225-69-1                             |
| 2007 | Harry Potter i Zakon Feniksa – J.K. Rowling                                | Wyd. Media Rodzina, ISBN 978-83-7278-261-8                     |
| 2008 | Harry Potter i Insygnia Śmierci – J.K. Rowling                             | Wyd. Media Rodzina, ISBN 978-83-7278-284-7                     |
| 2008 | Z głowy – Janusz Głowacki                                                  | Wyd. Świat Książki – Bertelsmann Media, ISBN 978-83-247-1318-9 |
| 2008 | Harry Potter i Komnata Tajemnic – J.K. Rowling                             | Wyd. Media Rodzina, ISBN 978-83-7278-341-7                     |
| 2009 | Aksamitny Królik, czyli jak zabawki stają się prawdziwe – Margery Williams | Wyd. Auditus, ISBN 978-83-924873-6-4                           |
| 2009 | Najpiękniejsze mity greckie – Dimiter Inkiow                               | Wyd. Media Rodzina, ISBN 978-83-7278-383-7                     |
| 2010 | Akademia pana Kleksa – Jan Brzechwa                                        | Wyd. Biblioteka Akustyczna, ISBN 978-83-61445-60-9             |
| 2010 | Książę mgły – Carlos Ruiz Zafón                                            | Wyd. Muza, ISBN 978-83-7495-924-7                              |
| 2010 | Harry Potter i więzień Azkabanu – J.K. Rowling                             | Wyd. Media Rodzina, ISBN 978-83-7278-499-5                     |
| 2010 | Wiersze dla dzieci – Julian Tuwim                                          | Wyd. Siedmioróg, ISBN 978-83-7568-508-4                        |
| 2011 | Pałac północy – Carlos Ruiz Zafón                                          | Wyd. Muza, ISBN 978-83-7758-040-0                              |
| 2011 | Gimnastyka dla języka – Małgorzata Strzałkowska                            | Wyd. Media Rodzina, ISBN 978-83-7278-513-8                     |
| 2011 | Światła września – Carlos Ruiz Zafón                                       | Wyd. Muza, ISBN 978-83-7758-037-0                              |
| 2016 | Mały świat – Mariusz Szwonder                                              | Wyd. Stowarzyszenie Autorów Polskich, ISBN 978-83-64784-52-1   |

## Dyskografia

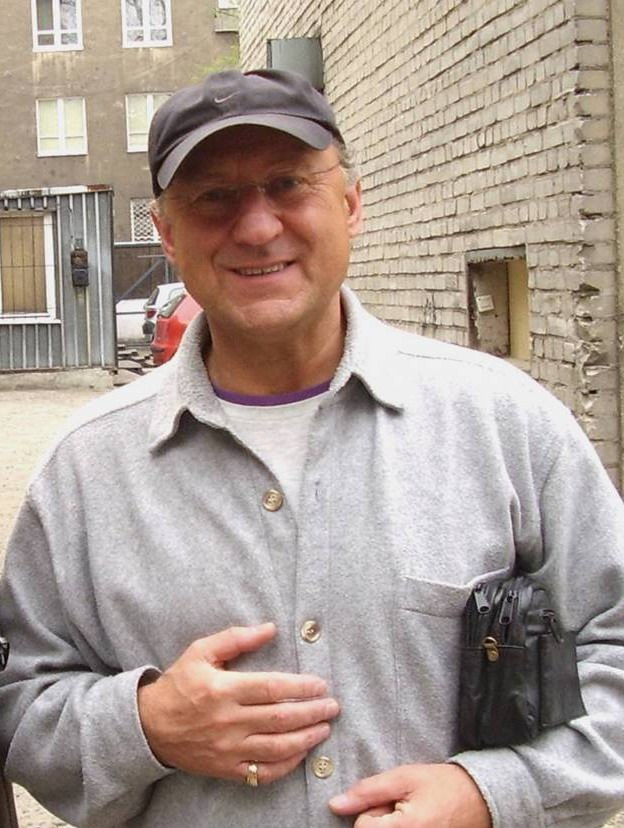
Piotr Fronczewski z charakterystycznym noszonym przez niego sygnetem (2007)

Albumy
| 1984                           | Franek Kimono (jako Franek Kimono lub jako Franek Kimono & S.M.A®) | 50 |
| 1984                           | Franek Kimono i „goła prywatka”                                    | –  |
| 1985                           | Panowie FP (Piotr Fronczewski i Jan Pietrzak)                      | –  |
| 1986                           | Na progu raju (jako Piotr Fronczewski vel Crazy Zdzich)            | –  |
| 1990                           | Ale kryzys (jako Piotr Fronczewski)                                | –  |
| 1990                           | Hossa Bossa (jako Franek Kimono)                                   | –  |
| 1998                           | Toczy się życie (jako pan Kimono)                                  | –  |
| 2001                           | Złota kolekcja. Portret muzyczny (jako Piotr Fronczewski)          | –  |
| „–” pozycja nie była notowana. |                                                                    |    |

Single
| 1977                           | „Sam na sam” (Piotr Fronczewski i Magda Umer)                       | –  | – | –                                  |
| 1983                           | „Bruce Lee – karate mistrz”                                         | 5  | – | Franek Kimono                      |
| 1984                           | „Break Dance”                                                       | –  | – | –                                  |
| 1984                           | „Don’t Cry Mona Lisa”                                               | –  | – | –                                  |
| 1998                           | „Mega Mix'99”                                                       | 42 | – | Franek Kimono (reedycja)           |
| 2008                           | Sokół feat. Pono – „W aucie” (gościnnie: Franek Kimono)             | –  | 5 | Teraz pieniądz w cenie             |
| 2021                           | Jan Borysewicz feat. Piotr Fronczewski – "Nie wierz nigdy kobiecie" | –  | – | Wszystkie oblicza Jana Borysewicza |
| „–” pozycja nie była notowana. |                                                                     |    |   |                                    |

Inne notowane utwory
| Rok  | Tytuł                     | Pozycja na liście | Album         |
| Rok  | Tytuł                     | LP3               | Album         |
| ---- | ------------------------- | ----------------- | ------------- |
| 1983 | „Dysko Story”             | 27                | Franek Kimono |
| 1983 | „Pola Monola + Coca-Cola” | 7                 | Franek Kimono |

## Nagrody i wyróżnienia
- Nagroda Gustaw - 2022[84]
- Nagroda Polskiego Radia Wielki Splendor – 2013[85]
- Nagroda im. Tadeusza Żeleńskiego-Boya za rolę w wyreżyserowanym przez siebie przedstawieniu Ja, Feuerbach – nagrodę przyznał zarząd polskiej sekcji Międzynarodowego Stowarzyszenia Krytyków Teatralnych.
- Festiwal „Dwa Teatry”: Nagroda aktorska za rolę męską w kategorii spektakli Teatru Telewizji – za spektakl Skarpetki opus 124 w reżyserii Macieja Englerta – 2012. Spektakl był transmitowany na żywo.
- Nagroda Festiwalu „Dwa Teatry – Sopot 2012” za wybitne kreacje aktorskie w Teatrze Telewizji. Nagroda za spektakl na żywo Skarpetki opus 124 wspólnie razem z Wojciechem Pszoniakiem.
- Wielka Nagroda Festiwalu „Dwa Teatry – Sopot 2009” za wybitne kreacje aktorskie w Teatrze Polskiego Radia i Telewizji
- „Wiktor” w kategorii: Najpopularniejszy aktor telewizyjny – 2009
- Festiwal „Dwa Teatry”: Nagroda aktorska za rolę męską w kategorii spektakli Teatru Telewizji – za rolę Jürgena Stroopa w spektaklu Rozmowy z katem w reżyserii Macieja Englerta – 2007
- Nagroda im. Cypriana Kamila Norwida w kategorii: „Teatr” – 2007
- „Feliks Warszawski” za najlepszą rolę męską za role: Edypa w Królu Edypie, Fredericka we Fredericku, czyli Bulwarze Zbrodni w Teatrze Ateneum – 2004
- Festiwal „Dwa Teatry”: Nagroda aktorska za rolę męską w kategorii spektakli Teatru Telewizji – za rolę Syna w spektaklu Podróż w reżyserii Piotra Mikuckiego – 2001
- Podczas V Festiwalu Gwiazd w Międzyzdrojach odcisnął dłoń na Promenadzie Gwiazd – 2000
- Superwiktor'96 za dorobek artystyczny – 1997
- Złoty Mikrofon – 1988
- „Wiktor” – nagroda telewidzów dla najpopularniejszej postaci TVP (za rok 1987) – 1988
- „Wiktor” dla osobowości telewizyjnej – 1986
- „Złota Kaczka” w kategorii: najlepszy polski aktor; za rok 1985
- Tytuł „Gwiazdy Filmowego Sezonu” przyznany na XV LLF w Łagowie – 1985
- Nagroda I stopnia Przewodniczącego Komitetu do spraw Radia i Telewizji za twórczość i działalność radiową i telewizyjną; za wybitne kreacje aktorskie w Teatrze Polskiego Radia i Teatrze Telewizji – 1984
- Nagroda Zespołowa I stopnia Przewodniczącego Komitetu ds. Radia i Telewizji za osiągnięcia aktorskie, a w szczególności za przybliżenie postaci historycznych w serialu Królowa Bona – 1982
- Kalisz – XXi KST – w konkursie teatrów TV za role w Weselu i Kordianie – 1981
- Wrocław – XXI FPSW – za rolę hrabiego Szarma w Operetce Gombrowicza – 1980
- Olsztyn – FTTV – nagroda honorowa dziennikarzy za perfekcyjne aktorstwo w interpretacji wiersza „Lokomotywa” J. Tuwima – 1980
- Srebrny Gwóźdź Sezonu w plebiscycie „Kuriera Polskiego” – 1980
- Nagroda Przewodniczącego Komitetu ds. Radia i Telewizji za wybitne kreacje aktorskie w programach RiTV – 1979
- „Złote Grono” na XI LLF w Łagowie dla najpopularniejszego aktora sezonu – 1979
- Nagroda Prezesa Rady Ministrów II stopnia za kreacje aktorskie – 1979
- Olsztyn – FTTV – za rolę w spektaklu TV Parady – 1979

## Odznaczenia
- Krzyż Oficerski Orderu Odrodzenia Polski – 2015[86][87]
- Krzyż Kawalerski Orderu Odrodzenia Polski – 2003[88][89]
- Złoty Krzyż Zasługi
- Srebrny Medal „Zasłużony Kulturze Gloria Artis” – 2007[90]
- Złoty Medal „Zasłużony Kulturze Gloria Artis” – 2013[91]
- Order Uśmiechu – 2015[92]